# 阿穆爾州 (俄羅斯帝國)

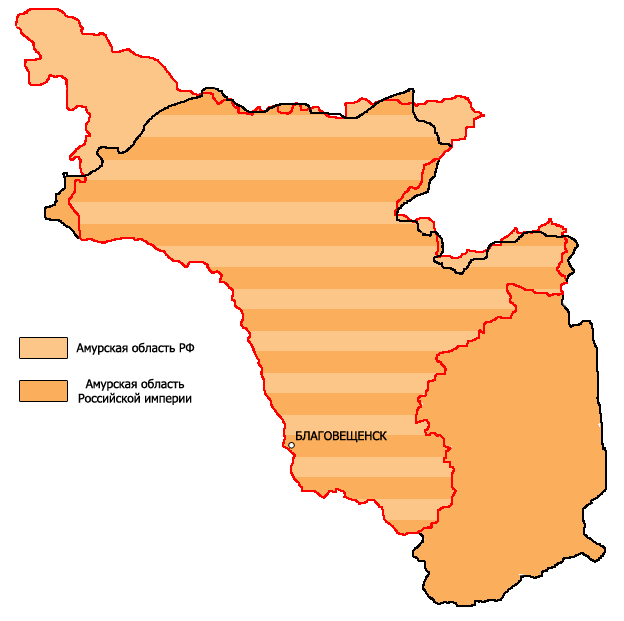
1903年（黑）與今天的比較（紅）

阿穆爾州（Аму́рская о́бласть）是俄羅斯帝國的一個州，屬濱海總督區。範圍大致包括今日的阿穆爾州的和猶太自治州。首府海蘭泡。
1858年自濱海邊疆州分出。